# Made in Heaven
Made in Heaven este al cincisprezecelea și ultimul album de studio al trupei Britanice de rock Queen, lansat în noiembrie 1995. După moartea lui Freddie Mercury din 1991, membrii rămași John Deacon, Roger Taylor și Brian May au lucrat la vocalurile înregistrate de Mercury înainte de moartea acestuia înregistrând totodată și noi cântece cu versuri aparținând celor trei. Atât înregistrările făcute înainte de moartea lui Mercury cât și cele făcute după au avut loc la studioul formației din Montreux, Elveția, studiou care se vede și pe coperta albumului în spatele lui Mercury. Albumul a intrat direct pe primul loc în Regatul Unit câștigând patru discuri de platină. Albumul s-a clasat doar pe locul 58 în SUA, unde a câștigat un disc de aur.

## Tracklist
1. "It's a Beautiful Day" (Queen) (2:32)
2. "Made in Heaven"  Freddie Mercury) (5:25)
3. "Let Me Live" (Queen) (4:45)
4. "Mother Love" (Brian May, Mercury) (4:49)
5. "My Life Has Been Saved" (Queen) (3:15)
6. "I Was Born to Love You" (Mercury) (4:49)
7. "Heaven for Everyone" (Roger Taylor) (5:36)
8. "Too Much Love Will Kill You" (May, Frank Musker, Elizbeth Lamers) (4:20)
9. "You Don't Fool Me" (Queen) (5:24)
10. "A Winter's Tale" (Queen) (3:49)
11. "It's a Beautiful Day (Reprise)" (Queen) (3:01)
12. "Yeah" (Queen) (0:04)
13. Untitled (melodie ascunsă) (Queen) (22:32)

## Single-uri
- "Heaven for Everyone" (1995)
- "A Winter's Tale" (1995)
- "Too Much Love Will Kill You" (1996)
- "You Don't Fool Me" (1996)
- "Let Me Live" (1996)
- "I Was Born to Love You" (1996)

## Componență
- Freddie Mercury - voce principală , pian și claviaturi
- John Deacon - chitară bas , chitare , claviaturi
- Roger Taylor - tobe , percuție , claviaturi , voce
- Brian May - chitare , claviaturi , voce